# Qasr Hraneh

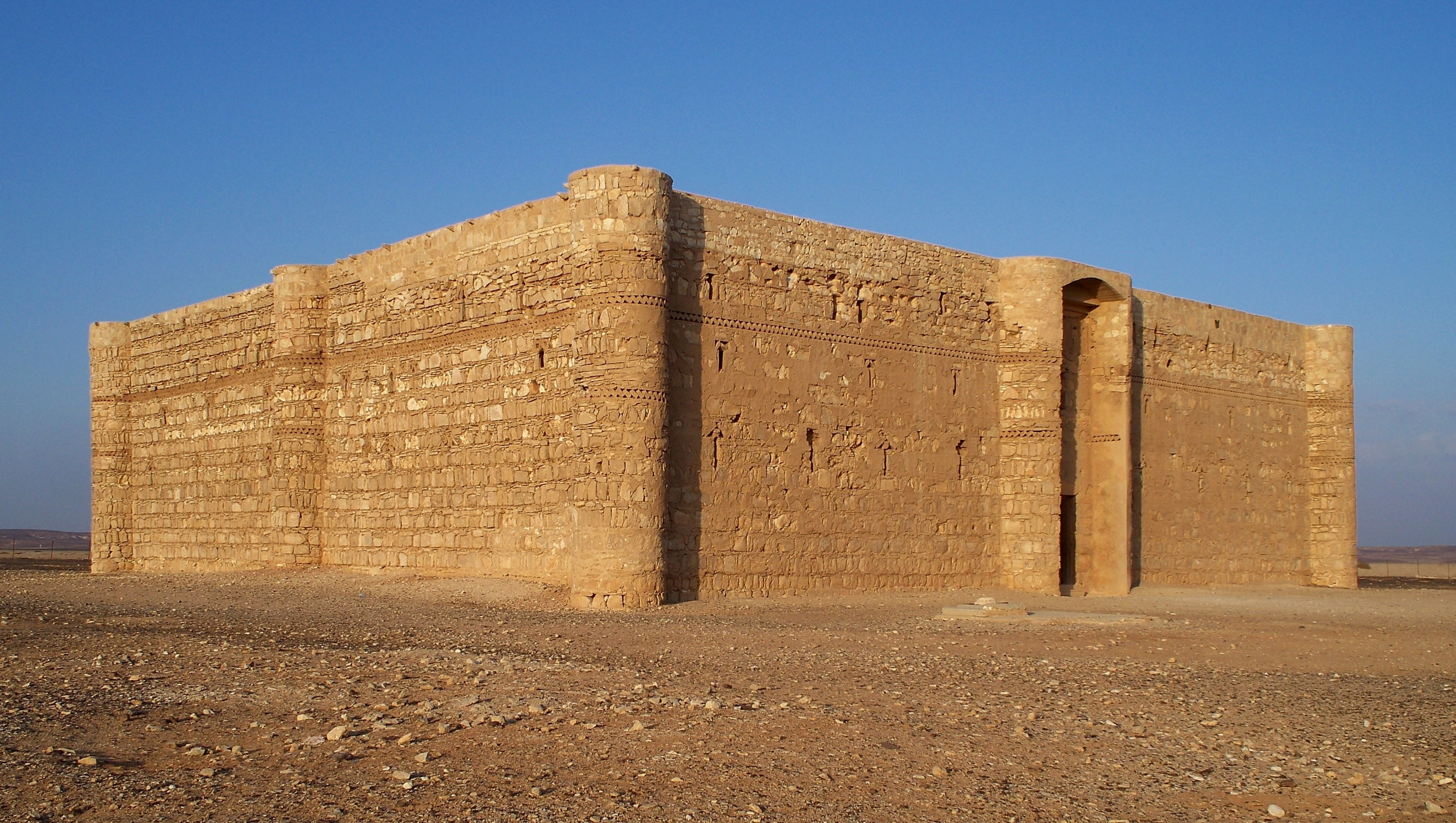
Qasr Hraneh

Qasr Hraneh is een woestijnkasteel in het oosten van Jordanië. Het kasteel dateert uit de late 7e- of het begin van de 8e eeuw. Een graffiti-inscriptie in Koefisch schrift, blijkbaar aangebracht door een bezoeker in een van de binnenruimtes, vermeldt een datum die overeenkomt met 24 november 710.
Het kasteel is een vierkantig gebouw van 35 meter op 35 meter en lijkt op het eerste gezicht een verdedigingsvesting met torens aan de vier hoeken, schietgaten en één enkele ingang. Bij nader toezien kunnen deze torens niet bemand worden en zijn ze enkel decoratieve elementen. De ligging van Qsar Hraneh op het kruispunt van een aantal woestijnwegen doet vermoeden dat het gebouw ofwel diende als ontmoetingsplaats tussen de Omajjadische heersers en de lokale bedoeïenenleiders ofwel als karavanserai. De aanwezigheid van een kleine binnenplaats zonder ruimte voor de kamelen pleit evenwel tegen de laatste hypothese.
Qsar Hraneh telt twee verdiepingen. Links en rechts van de ingang zijn smalle donkere ruimtes waarschijnlijk gebruikt als paardenstallen. De ruimtes gelegen rond de kleine binnenplaats zijn beneden en boven verdeeld in eenheden die men ’bayt’ noemt; ze bestaan uit een grote centrale kamer met kleinere ruimtes die erop uitgeven. Vermoedelijk was de grote kamer een ontmoetingsruimte en werden de kleinere kamers gebruikt om te slapen of als opslagruimtes. Architectonische details onder vorm van zuilen, bogen, friezen, rozetten zijn aanwezig.